# Angus Wright
Angus Wright (Washington, 11 de noviembre de 1964) es un actor británico-estadounidense nacido en Estados Unidos.

## Vida y carrera
Wright nació en Washington D. C., el hijo menor de Virginia y Patrick Wright. La carrera de su padre en el Servicio Diplomático Británico llevó a la familia al Reino Unido, Estados Unidos, Líbano, Egipto, Baréin, Luxemburgo, Siria y Arabia Saudita.
Obtuvo una maestría en Historia del Arte en la Universidad de Edimburgo y luego se formó en la Escuela Central de Oratoria y Drama. Desde entonces ha trabajado extensamente en teatro, cine y televisión.

## Filmografía
| Año  | Título                               | Papel                |
| ---- | ------------------------------------ | -------------------- |
| 1994 | Frankenstein de Mary Shelley         | Guardia              |
| 1995 | First Knight                         | Merodeador           |
| 1995 | Cutthroat Island                     | Capitán Trotter      |
| 1997 | Jilting Joe                          | Mick                 |
| 1999 | RKO 281                              | Joseph Cotten        |
| 2000 | All Forgotten                        | Boris                |
| 2001 | El diario de Bridget Jones           | Figura literaria     |
| 2001 | The Affair of the Necklace           | Henri Sanson         |
| 2001 | Charlotte Gray                       | Agente secreto       |
| 2002 | Nicholas Nickleby                    | Mr Pluck             |
| 2005 | Kingdom of Heaven                    | Richard's Knight     |
| 2008 | The Bank Job                         | Robert Rowlands      |
| 2011 | La dama de hierro                    | John Nott            |
| 2012 | Private Peaceful                     | Capitán Barnes       |
| 2013 | A Little Chaos                       | Sualem               |
| 2013 | Circuito cerrado                     | Andrew Altman        |
| 2014 | Maléfica                             | King Henry's Advisor |
| 2016 | Rogue One: una historia de Star Wars | Capitán Hammerhead   |
| 2018 | The Rabbit's Foot                    | Lucky Francis        |
| 2018 | The Little Stranger                  | Coroner Riddell      |
| 2019 | Secretos de estado                   | Mark Ellison         |
| 2020 | The Courier                          | Dickie Franks        |
| 2020 | Las brujas                           | Waiter               |
| 2022 | Pinocho                              | Signore Rizzi        |
| 2022 | See How They Run                     | Sergeant Bakewell    |
| 2022 | Samovar                              | Raoul                |
| 2022 | Catherine Called Birdy               | Fulk the Elder       |
| 2023 | Bank of Dave                         | Clarence             |
| 2023 | La maldición del Queen Mary          | Victor               |

## Teatro
| Año  | Título                             | Papel                      | Director                        | Teatro                                     |
| ---- | ---------------------------------- | -------------------------- | ------------------------------- | ------------------------------------------ |
| 1991 | Henry IV Parts I & II              | Douglas & Bullcalf         | Adrian Noble                    | Royal Shakespeare Company                  |
| 1992 | The Dybbuk                         | Batlon                     | Katie Mitchell                  | Royal Shakespeare Company                  |
| 1992 | The Theban Plays                   | Chorus                     | Adrian Noble                    | Royal Shakespeare Company                  |
| 1993 | Hamlet                             | Guildenstern               | Adrian Noble                    | Royal Shakespeare Company                  |
| 1993 | Salomé                             | Iokanaan                   | Steven Berkoff                  | European tour                              |
| 1994 | A Mongrel's Heart                  | Bormenthal                 | Mark Wing-Davey                 | Royal Lyceum Theatre                       |
| 1995 | Private Lives                      | Victor                     | Kenny Ireland                   | Royal Lyceum Theatre                       |
| 1996 | Mother Courage                     | The Lieutenant             | Jonathan Kent                   | Royal National Theatre                     |
| 1997 | El sueño de una noche de verano    | Lysander                   | Jonathan Miller                 | Almeida Theatre                            |
| 1998 | Chips With Everything              | Piloto                     | Howard Davies                   | Royal National Theatre                     |
| 1999 | Talk of the City                   | Clive                      | Stephen Poliakoff               | Royal Shakespeare Company                  |
| 2000 | La importancia de llamarse Ernesto | Algernon                   | Selina Cadell                   | Nottingham Playhouse                       |
| 2001 | Three Sisters                      | Tusenbach                  | Loveday Ingram                  | Chichester Festival Theatre                |
| 2002 | Twelfth Night                      | Sir Andrew Aguecheek       | Tim Carroll                     | Globe Theatre en el Middle Temple Hall     |
| 2003 | Las tres hermanas                  | Kulygin                    | Katie Mitchell                  | Royal National Theatre                     |
| 2004 | Measure for Measure                | Provost                    | Simon McBurney                  | Royal National Theatre                     |
| 2004 | Stuff Happens                      | Periodista/David Manning   | Nicholas Hytner                 | Royal National Theatre                     |
| 2005 | El sueño                           | The Dreamer                | Katie Mitchell                  | Royal National Theatre                     |
| 2006 | Medida por medida                  | Angelo                     | Simon McBurney                  | Complicité                                 |
| 2006 | La gaviota                         | Dr Dorn                    | Katie Mitchell                  | Royal National Theatre                     |
| 2007 | St Joan                            | Earl of Warwick            | Marianne Elliott                | Royal National Theatre                     |
| 2007 | War Horse                          | Hauptmann Friedrich Müller | Marianne Elliott and Tom Morris | Royal National Theatre                     |
| 2008 | El mercader de Venecia             | Shylock                    | Tim Carroll                     | Royal Shakespeare Company                  |
| 2008 | The Tragedy of Thomas Hobbes       | Rotten                     | Elizabeth Freestone             | Royal Shakespeare Company                  |
| 2009 | Mrs Affleck                        | Alfred Affleck             | Marianne Elliott                | Royal National Theatre                     |
| 2010 | The Cat in the Hat                 | The Cat                    | Katie Mitchell                  | Royal National Theatre & Young Vic & Paris |
| 2011 | Wastwater                          | Jonathan                   | Katie Mitchell                  | The Royal Court                            |
| 2012 | The Master and Margarita           | Koroviev-Fagot             | Simon McBurney                  | Barbican Theatre & European Tour           |
| 2013 | Privates on Parade                 | Mayor Giles Flack          | Michael Grandage                | Teatro Noël Coward                         |
| 2013 | El mercader de Venecia             | Sir Andrew Aguecheek       | Tim Carroll                     | Teatro Belasco                             |
| 2013 | Ricardo III                        | Duque de Buckingham        | Tim Carroll                     | Belasco Theatre                            |
| 2014 | El jardín de los cerezos           | Leonid Gaev                | Katie Mitchell                  | Young Vic                                  |
| 2015 | Orestíada                          | Agamemnon                  | Robert Icke                     | Almeida Theatre & Estudios Trafalgar       |
| 2016 | 1984                               | O'Brien                    | Daniel Raggett                  | Playhouse Theatre                          |
| 2017 | Hamlet                             | Claudius                   | Robert Icke                     | Almeida Theatre & Harold Pinter Theatre    |
| 2018 | The Prime of Miss Jean Brodie      | Gordon Lowther             | Polly Findlay                   | Donmar Warehouse                           |
| 2022 | Oresteia & Hamlet                  | Agamemnon & Claudius       | Robert Icke                     | Park Avenue Armory, New York               |

## Televisión
| Año  | Título                          | Papel                     | Notas                                           |
| ---- | ------------------------------- | ------------------------- | ----------------------------------------------- |
| 1993 | Between the Lines               | Oficial                   |                                                 |
| 1995 | The Bill                        | Wallace                   |                                                 |
| 1996 | Crocodile Shoes                 | Alan McGuire              |                                                 |
| 1997 | The Painted Lady                | Charles Stafford          |                                                 |
| 1998 | Dalziel and Pascoe              | Greg Waterson             |                                                 |
| 2000 | Attachments                     | Ed Viner                  |                                                 |
| 2001 | Whistleblower                   | Sutton                    |                                                 |
| 2001 | The Vice                        | Defence Council           |                                                 |
| 2001 | The Way We Live Now             | Miles Grendall            |                                                 |
| 2003 | Cambridge Spies                 | Guy Liddell               |                                                 |
| 2003 | Boudica                         | Severus                   |                                                 |
| 2004 | Wire in the Blood               | Willerton                 |                                                 |
| 2005 | Casanova                        | Man at Arms               |                                                 |
| 2007 | Hotel Babylon                   | Francis Levington         |                                                 |
| 2008 | Waking the Dead                 | Stephen Carson            |                                                 |
| 2008 | The Shooting of Thomas Hurndall | Sherard Cowper-Coles      |                                                 |
| 2009 | Above Suspicion                 | Parks                     |                                                 |
| 2010 | The Sarah Jane Adventures       | Mr Dread                  |                                                 |
| 2012 | Being Human                     | Dr North                  |                                                 |
| 2013 | Murder on the Home Front        | Carver                    |                                                 |
| 2015 | Peep Show                       | Angus Maynard             |                                                 |
| 2015 | Padre Brown                     | Coronel Laurence St Clare |                                                 |
| 2016 | Midsomer Murders                | Roderick Craven           | Episodio: "The Village that Rose from the Dead" |
| 2016 | Flowers                         | George                    |                                                 |
| 2018 | Plebs                           | Evander                   |                                                 |
| 2019 | Year of the Rabbit              | Sir Giles Linley          |                                                 |
| 2019 | The Crown                       | Martin Furnival Jones     | Episodio: "Olding"                              |
| 2019 | Succession                      | Phillipe Layton           | Episodio: "This Is Not for Tears"               |
| 2020 | COBRA                           | General Pickering         |                                                 |
| 2020 | La materia oscura               | Dr. Haley                 | Episodio: "Theft"                               |
| 2020 | Endeavour                       | Profesor Blish            | Episodio: "Oracle"                              |
| 2021 | Sex Education                   | Educador sexual           | Temporada 3, Episodio 4                         |
| 2022 | The Witchfinder                 | Mr Harvey                 |                                                 |
| 2022 | The Capture                     | Anthony Reed              | 2 episodios                                     |
| 2023 | Dreaming Whilst Black           | Timothy Eastly            |                                                 |

## Videojuegos
| Año  | Título              | Papel        | Desarrolladora      | Productora                  | Plataforma       |
| ---- | ------------------- | ------------ | ------------------- | --------------------------- | ---------------- |
| 2013 | Killzone: Mercenary | Mandor Savic | Guerrilla Cambridge | Sony Computer Entertainment | PlayStation Vita |